# Лютчина
Лютчина — деревня в Октябрьском районе Курской области России. Входит в состав Дьяконовского сельсовета.

## География
Деревня находится в центральной части Курской области, в пределах Среднерусской возвышенности, в лесостепной зоне, на правом берегу реки Воробжи (левый приток реки Сейм), на расстоянии примерно 6 километров (по прямой) к юго-юго-западу от Прямицына, административного центра района. Абсолютная высота — 177 метров над уровнем моря.

### Климат
Климат характеризуется как умеренно континентальный, с тёплым летом и умеренно холодной зимой. Среднегодовая температура воздуха — 5,7 °С. Средняя температура воздуха самого тёплого месяца (июля) — 18,7 °C (абсолютный максимум — 37 °С); самого холодного (января) — −9,3 °C (абсолютный минимум — −38 °С). Безморозный период длится около 152 дней в году. Среднегодовое количество атмосферных осадков составляет 563 мм, из которых большая часть выпадает в тёплый период. Снежный покров держится в течение 110—120 дней.

### Часовой пояс
Деревня Лютчина, как и вся Курская область, находится в часовой зоне МСК (московское время). Смещение применяемого времени относительно UTC составляет +3:00.

## Население
| 2002 | 2010 |
| ---- | ---- |
| 85   | ↘79  |

### Половой состав
По данным Всероссийской переписи населения 2010 года в половой структуре населения мужчины составляли 46,8 %, женщины — соответственно 53,2 %.

### Национальный состав
Согласно результатам переписи 2002 года, в национальной структуре населения русские составляли 100 %.

## Инфраструктура
Личное подсобное хозяйство. В деревне 42 дома.

## Транспорт
Лютчина находится в 3 км от автодороги регионального значения 38К-010 (М-2 «Крым» — Иванино, часть европейского маршрута E 38), в 4,5 км от автодороги 38К-004 (Дьяконово — Суджа — граница с Украиной), на автодорогe межмуниципального значения 38Н-072 (часть села Дьяконово: 4-й Околоток — Журавлинский, Журавлино — АБЗ Октябрьского ДЭП), в 6,5 км от ближайшей ж/д станции Дьяконово (линия Льгов I — Курск).
В 114 км от аэропорта имени В. Г. Шухова (недалеко от Белгорода).